# Desmeocraera falsa
Desmeocraera falsa är en fjärilsart som beskrevs av Holland 1893. Desmeocraera falsa ingår i släktet Desmeocraera och familjen tandspinnare. Inga underarter finns listade i Catalogue of Life.